# Cathédrale Saint-Joseph du Caire
Cette  cathédrale ne doit pas être confondue avec une autre cathédrale du Caire.
 D’autres cathédrales portent le nom de cathédrale Saint-Joseph.
La cathédrale Saint-Joseph, située au Caire, capitale de l'Égypte, est le siège de l'évêque de l'éparchie du Caire des Maronites.